# 贝亚斯德塞古拉
贝亚斯德塞古拉，是西班牙安达卢西亚自治区哈恩省的一个市镇。总面积160平方公里，总人口5620人（2001年），人口密度35人/平方公里。